# Scotopteryx intermixta
Scotopteryx intermixta är en fjärilsart som beskrevs av Walker 1862. Scotopteryx intermixta ingår i släktet backmätare, och familjen mätare. Inga underarter finns listade.